# Rickshaw Bank
Rickshaw Bank — проект, предоставляющий индийским рикшам возможность купить собственную тележку и получить доступ к услугам страхования, организации социального предпринимательства.

## История
Rickshaw Bank основан в 2004 году ветеринаром Прадипом Сармахом. После разговора с одним из рикш Сармах выяснил, что они получают около 80 рупий в день, при этом отдавая значительную часть заработка за аренду повозок. Сармах начал исследование, опросив около 300 рикш, и выяснил, что они входят в число самых бедных из трудоустроенных городских жителей. Рикши также не имеют доступа к банковским услугам и любой заём вынуждены брать с большой процентной ставкой. 
Вместе со знакомыми из института города Гувахати он разработал новую модель повозки и организовал её производство. Рикши могут взять арендовать повозку по льготным условиям и за 12—18 месяцев ежедневных платежей получить повозку в собственность. Rickshaw Bank также оказывает страховые услуги на случай травм или смерти для рикш и их пассажиров.